# ヱイジャ
ヱイジャ（Eija）は、日本のインディーズ/ロックバンド。
URBERN RENEWALに所属。2002年に結成。結成当初はAsia,【榮者】と言う表記で活動。

## メンバー
雄一朗（Vo）（9月10日 大阪出身）
ボーカル担当。
バンドの創始者。また、ほとんどの楽曲の作詞作曲、グッズ/CDジャケットのデザイン、PV編集などを手掛ける。
マイクはShure製のKSM9を好んで使用している。
永井信幸（Gt）（5月19日 兵庫出身）
ギター担当。
2006年加入。ギターはポールリードスミスポールリードスミス・カスタムCustom 24 10TopとFender Custom ShopのStratocasterを使用。
ディレイを多用したプレイが特徴的。ギターアンプはヒュースアンドケトナーTriAmp MK II Head キャビネットもヒュースアンドケトナー製を使用。
カズキ（Ba）（9月2日 奈良出身）
ベース担当。ベースはSadowskyジャズベースタイプを使用。ベースアンプはメサブギー(MESA BOOGIE)製を使用。
2011年加入。
KG（Dr）（10月29日 大阪出身）
ドラム担当。ドラムセットは、1スネア 1バス 2タム 2フロア 3クラッシュ 1チャイナ 1スプラッシュ 1ベル 1ライド 1ハイハット と言う使用。
2010年加入。

## 来歴
2002年大阪堺で雄一朗(Vo)、晋平(Gt)が中心となり結成。
2003年東出真緒(Key/Strings)(現 BIGMAMA)、入口SkyOfLimit(Ba)が加入し本格活動開始。結成当初はドラムが見つからずドラムは打ち込み音源を使用しながら演奏していた。
2004年はまさん(Dr)が加入。
2005年晋平(Gt)が脱退。後任にまっつん(Gt)が加入。2005年には、世界遺産熊野那智大社の境内にて演奏する。
2006年まっつん(Gt)が、脱退。と同時に永井信幸(Gt)が加入。加入動機は、雄一朗が永井の髪型を気に入ったため。加入当初は永井はドレッドヘアーだった。
2007年はまさん(Dr)が脱退。後任に吉田(Dr)が加入。東出真緒(Key/Strings)(現 BIGMAMA)が脱退
2008年吉田(Dr)が怪我の為戦線離脱しサポートにテキサス(Dr)加入。
2009年には、FM802/Panasonic主催の日本最大級のサーキットイベントMINAMI WHEELL/ミナミホイールに初出場。以後、2010年/2013年と出場。
2010年現ドラマーKGが加入。
2011年には、現ベーシスト カズキが加入し、現在の体制に至る。2011年以前にも多数のデモ音源を作成しているが、現在はすべて廃盤となっている。

2011年11月23日 1st ミニアルバム『HOPE』をリリース、同日ワンマンライブを心斎橋somaにて開催。

2013年4月18日 1st フルアルバム旭光をリリース。7月7日にタワーレコード難波店にてインストアライブを敢行。
2013年12月22日 ワンマンライブを旭光と題して心斎橋somaにて開催。ワンマンライブでは、インディーズバンドながら、透過スクリーン/プロジェクターなどを使用し前衛的かつ独自の演出を取り入れて行われた。
2014年東京のONE WAY TRIBEと「東西共同戦線 340.29」を結成。精力的な活動をしている。
2014年9月6日には、鳥取県三朝町にて行われる、野外音楽フェスティバル恋谷音泉2014にて、THA BLUE HERB / GARLIC BOYS / UNCHAIN / 韻シスト / ピストルバルブ等と共演。

## 音楽性
雄一朗(Vo)が環境音楽/ニューエイジ・ミュージック/ヒーリング・ミュージック(姫神 / 久石譲 等)に影響を受け、バンドでロックとの融合を目指した結果、今の独自の音楽性にいたる。
音楽の方向性においては、結成当初から変わっておらず。2002年に作曲した曲は現在でも演奏されている。
バンド黎明期は、現在のようなバンドサウンドではなく、シンセサイザーやヴァイオリンを取り入れたアレンジになっていた。

## 作品

### ミニアルバム
- HOPE （2011年11月23日）自主制作音源
  1. 或る世界の始まり /作詞作曲:雄一朗
  2. 回想 /作詞作曲:雄一朗
  3. BEFORE MY WORLD END /作詞作曲:雄一朗
  4. 睡蓮 /作詞:雄一朗 作曲:永井信幸 雄一朗
  5. 泥風 /作詞作曲:雄一朗
  6. 悠巌の叫び /作詞作曲:雄一朗
  7. 情操、刹那と /作詞:雄一朗 作曲:ヱイジャ

### アルバム
- 旭光 （2013年4月18日）規格品番:URME-0001
  1. 暁光 /作曲:雄一朗
  2. 鳳 /作詞作曲:雄一朗
  3. 黒龍クロニクル /作詞作曲:雄一朗
  4. 悠巌の叫び /作詞作曲:雄一朗
  5. 天道 /作曲:雄一朗
  6. 慊焉の嚮日 /作詞作曲:雄一朗
  7. 流 /作詞:雄一朗 作曲:ヱイジャ
  8. 普遍の空 /作詞作曲:雄一朗
  9. 虚空 /作詞:雄一朗 作曲:永井信幸 雄一朗
  10. 旭日の譜 /作詞:雄一朗 作曲:永井信幸 雄一朗
  11. 極光 /作曲:雄一朗
  12. BONUS TRACK /作詞:雄一朗 作曲:ヱイジャ

### ミュージックビデオ
- 回想 （2011年11月）
  - YouTubeにて公開。

- 黒龍クロニクル （2013年3月）
  - YouTubeにて公開。

- 慊焉の嚮日 （2013年4月）
  - YouTubeにて公開。